# 크레이들포인트
크레이들포인트(Cradlepoint)는 클라우드 관리형 무선 에지 네트워킹 장비를 개발하는 아이다호주 보이시에 위치한 기술 회사이다. 회사는 2006년에 설립되었다.
2020년 9월, 스웨덴 통신 회사인 Ericsson에 인수된다고 발표됐으며, 2020년 11월에 인수가 완료되었다.

## 역사
크레이들포인트는 Pat Sewall이 2006년 미국 아이다호 보이시에서 설립했다. 이후 공동 창립자 Ryan Adamson과 Gary Oliviero가 합류했다. 첫번째 제품은 모바일 인터넷용 Wi-Fi 핫스팟을 만든 3G 및 4G 셀룰러 라우터였다. 초기 고객 중 하나는 항공우주 방위 조직인 NORAD로, 크레이들포인트 셀룰러 라우터를 사용하여 산타클로스와 대화를 시도하는 어린이로부터 연간 약 140,000통의 전화가 걸려오는 1,500명의 자원 봉사자를 연결했다.
2015년 12월, 크레이들포인트는 미국 캘리포니아 로스카토스에 위치한 네트워킹 회사 Pertino를 인수했다.
2016년 8월, 회사는 기업이 유무선 네트워크를 관리할 수 있는 소프트웨어 정의 광역 네트워크( SD-WAN ) 아키텍처인 크레이들포인트 NetCloud 플랫폼을 발표했다.
2017년 3월, 이 회사는 새로운 투자자 TCV (Technology Crossover Ventures)로부터 8,900만 달러의 자금을 지원받았다.
2018년 1월, 회사는 하드웨어와 소프트웨어를 연간 또는 다년 구독으로 함계 제공하는 NetCloud 솔루션 구독 모델을 출시했다.
2020년 1월, 회사는 기업이 무선 네트워크 요금을 관리할 수 있도록 NetCloud 관리 플랫폼에 추가 분석 기능을 도입했다. 5월에 회사는 E3000 5G 호환 에지 라우터를 출시했다. 9월에 회사는 스웨덴 통신 회사인 Ericsson에 인수되지만 크레이들포인트로 계속 운영될 것이라고 발표했다. 인수는 2020년 11월에 종료되었으며 회사는 Ericsson의 비즈니스 영역 기술 및 신규 비즈니스 부문 내에서 독립 자회사로 계속된다.

## 제품
크레이들포인트는 4G 및 5G 무선 신호를 사용하여 기업과 원격으로 일선 긴급 구조원과 같은 기타 모바일 사용자를 연결하는 무선 WAN 에지 네트워킹을 위한 라우터, 게이트웨이 및 소프트웨어를 개발한다. 이 회사는 클라우드 제공하는 소프트웨어를 하드웨어, 지원 및 교육과 함께 SaaS 로 결합하는 구독 모델을 사용한다.
이 회사의 E3000 5G 호환 에지 라우터를 사용하면 위성 사무실이나 소규모 기업에서 기가비트 LTE 셀룰러 신호를 사용하여 일반적으로 Wi-Fi 6으로 알려진 최신 IEEE 802.11ax 표준을 사용하는 Wi-Fi 네트워크를 생성할 수 있다. 모듈식 5G 모뎀은 개별 이동통신사의 5G 네트워크와 호환되도록 맞춤화할 수 있다.
이 회사의 NetCloud 플랫폼은 회사의 4G LTE 지원 라우터와 M2M/IoT 게이트웨이를 관리한다. 이 플랫폼은 또한 서비스로서의 네트워크로 알려진 클라우드, 소프트웨어 정의 네트워킹(SDN) 및 네트워크 기능 가상화(NFV) 기술을 결합한다.
2020년 11월 현재, 이 회사의 5G 장비가 다양한 버전의 기술과 호환되는지 확인하기 위해 통신 사업자와 장비를 인증하고 있다고 밝혔다.

## 운영
이 회사는 아이다호주 보이시에 본사를 두고 있고 실리콘 밸리에서 연구 개발 센터를 운영하고 있으며 영국과 호주에 해외 지사를 두고 있다. 2020년 9월에 회사는 20,000명 이상의 고객, 1,500개 채널 파트너, 100만 개 이상의 SaaS 구독을 보유하고 있다고 발표했다. 회사는 2020년 11월 기준으로 700명의 직원이 있다.